# Cúmulo globular

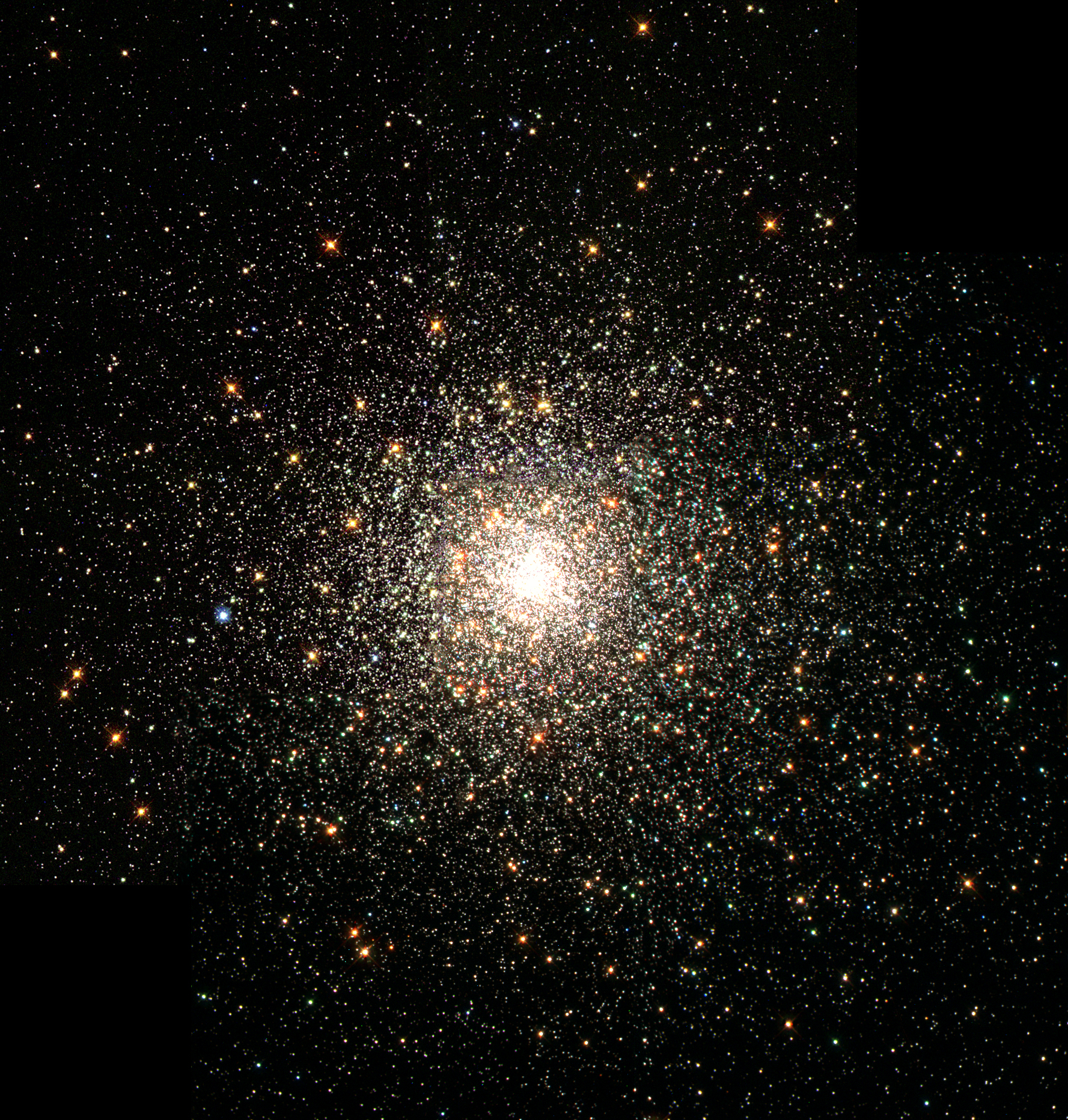
El cúmulo globular Messier 80 en la constelación de Escorpio está situado a unos 30 000 años luz del Sol y contiene cientos de miles de estrellas.

Un cúmulo globular es un conjunto casi esférico de estrellas que, por lo general, orbita un núcleo galáctico como si de un satélite se tratara. Las estrellas que constituyen los cúmulos globulares están muy unidas entre sí por la gravedad, lo que les da sus formas esféricas y densidades estelares relativamente altas cerca del centro. El nombre de esta categoría concreta de grupo de estrellas deriva del latín globulus, cuyo significado es el de ‘esfera pequeña’.
Los cúmulos globulares se encuentran fundamentalmente en la zona del llamado halo galáctico de una galaxia y contienen considerablemente más estrellas y son mucho más antiguos, por regla general, que los cúmulos abiertos, menos densos, que se encuentran dentro del mismo disco de una galaxia. 
Los cúmulos globulares son bastante comunes en nuestra galaxia: existen alrededor de 150 a 158 cúmulos globulares conocidos actualmente en la Vía Láctea y, quizás, de 10 a 20 más aún por descubrir por estar situados tras el centro oscurecido por las propias cientos de miles de estrellas de nuestro propio núcleo galáctico y del polvo interestelar. Los cúmulos globulares orbitan nuestra galaxia a distancias medias habituales de 40 kiloparsecs (130 000 años luz) o más.
Las galaxias más grandes pueden tener aún más cúmulos globulares: así, la galaxia de Andrómeda, por ejemplo, podría llegar a tener hasta 500, aunque hoy se piensa que ambas galaxias son bastante similares en tamaño y su número de cúmulos debe ser similar. Algunas galaxias gigantes como las galaxias elípticas (particularmente aquellas en los centros de ciertos cúmulos galácticos) como M87, tienen como mínimo unos 13 000 cúmulos globulares.
Cada galaxia de suficiente masa dentro de un grupo local tiene un conjunto asociado de cúmulos globulares y se ha descubierto que casi todas las galaxias grandes estudiadas poseen un sistema de cúmulos globulares. La galaxia elíptica enana de Sagitario y la discutida galaxia enana del Can Mayor, que forman parte de nuestro grupo local parecen estar en el proceso de donar sus propios cúmulos globulares asociados (como Palomar 12) a la propia Vía Láctea en un proceso de progresiva atracción gravitatoria. Este hecho permite inferir cuántos de los cúmulos globulares de nuestra galaxia podrían haber sido adquiridos en el pasado mediante este proceso.
Aunque parece que los cúmulos globulares contienen algunas de las primeras estrellas más antiguas que se generan en una galaxia, sus orígenes evolutivos y su papel en la evolución galáctica aún no están claros. Parece evidente que los cúmulos globulares son significativamente diferentes de las galaxias enanas elípticas y se crearon como parte de la formación estelar de la galaxia madre en lugar de como galaxias separadas.
Sobre un posible origen de los cúmulos globulares, en un artículo publicado el 5 de mayo de 2023 en la revista 'Astronomy and Astrophysics', los autores del mismo argumentan que los cúmulos globulares se formaron muy temprano en la historia del Universo, apenas unos cientos de millones de años después del Big Bang, surgiendo alrededor de gigantescas estrellas supermasivas (con miles de veces la masa del Sol), pero de vidas muy cortas (apenas unos pocos millones de años), que agruparon, gracias a la gravedad, miles o decenas de miles de otras estrellas en formación progresiva, incluso cuando la estrella 'madre' supermasiva desapareció por su tipo de evolución estelar de corta duración, lo mismo que muchos agujeros negros podrían ser el origen de gran parte de las galaxias que nacieron a su alrededor.

## Historia observacional
| Nombre del cúmulo | Descubierto por           | Año  |
| ----------------- | ------------------------- | ---- |
| M22               | Abraham Ihle              | 1665 |
| ω Cen             | Edmond Halley             | 1677 |
| M5                | Gottfried Kirch           | 1702 |
| M13               | Edmund Halley             | 1714 |
| M71               | Philippe Loys de Chéseaux | 1745 |
| M4                | Philippe Loys de Chéseaux | 1746 |
| M15               | Jean-Dominique Maraldi    | 1746 |
| M2                | Jean-Dominique Maraldi    | 1746 |

El primer cúmulo globular conocido, ahora conocido como M22, fue descubierto en 1665 por Abraham Ihle, un astrónomo aficionado alemán. Sin embargo, dada la pequeña abertura de las lentes de los primeros telescopios, las estrellas individuales dentro de un cúmulo globular no fueron resueltas hasta que Charles Messier observó M4 en 1764. Los primeros ocho cúmulos globulares descubiertos se muestran en la tabla adjunta a la derecha. Posteriormente, Abbé Lacaille listaría a NGC 104, NGC 4833, M55, M69 y NGC 6397 en su catálogo de 1751-52. La M antes de un número se refiere al catálogo de Charles Messier, mientras que NGC pertenece al New General Catalogue de John Dreyer.
Cuando William Herschel comenzó su estudio integral del cielo utilizando grandes telescopios en 1782, había un total de 34 cúmulos globulares conocidos. Herschel descubrió otros 36 él mismo y fue el primero en resolver prácticamente todos ellos en estrellas. Él acuñó el término «cúmulo globular» en su Catálogo de las dos mil Nuevas Nebulosas y Cúmulos de Estrellas publicado en 1789.
El número de cúmulos globulares descubiertos continuó aumentando, alcanzando 83 en 1915, 93 en 1930 y 97 en 1947. Se han descubierto un total de 152 cúmulos globulares en la galaxia Vía Láctea, de un total estimado de 180 ± 20. Se cree que estos cúmulos globulares adicionales no descubiertos están ocultos detrás de las estrellas, del gas y el polvo del gran bulbo que constituye el centro de la Vía Láctea.
A partir de 1914, Harlow Shapley comenzó una serie de estudios de cúmulos globulares, publicados en unos 40 artículos científicos. Examinó las estrellas variables RR Lyrae en los cúmulos (que él supuso equivocadamente que eran estrellas cefeidas) y usó su relación período-luminosidad para estimar sus distancias. Más tarde, se encontró que las variables RR Lyrae son más débiles que las Cefeidas, lo que provocó que Shapley sobreestimara las distancias de dichos cúmulos globulares.

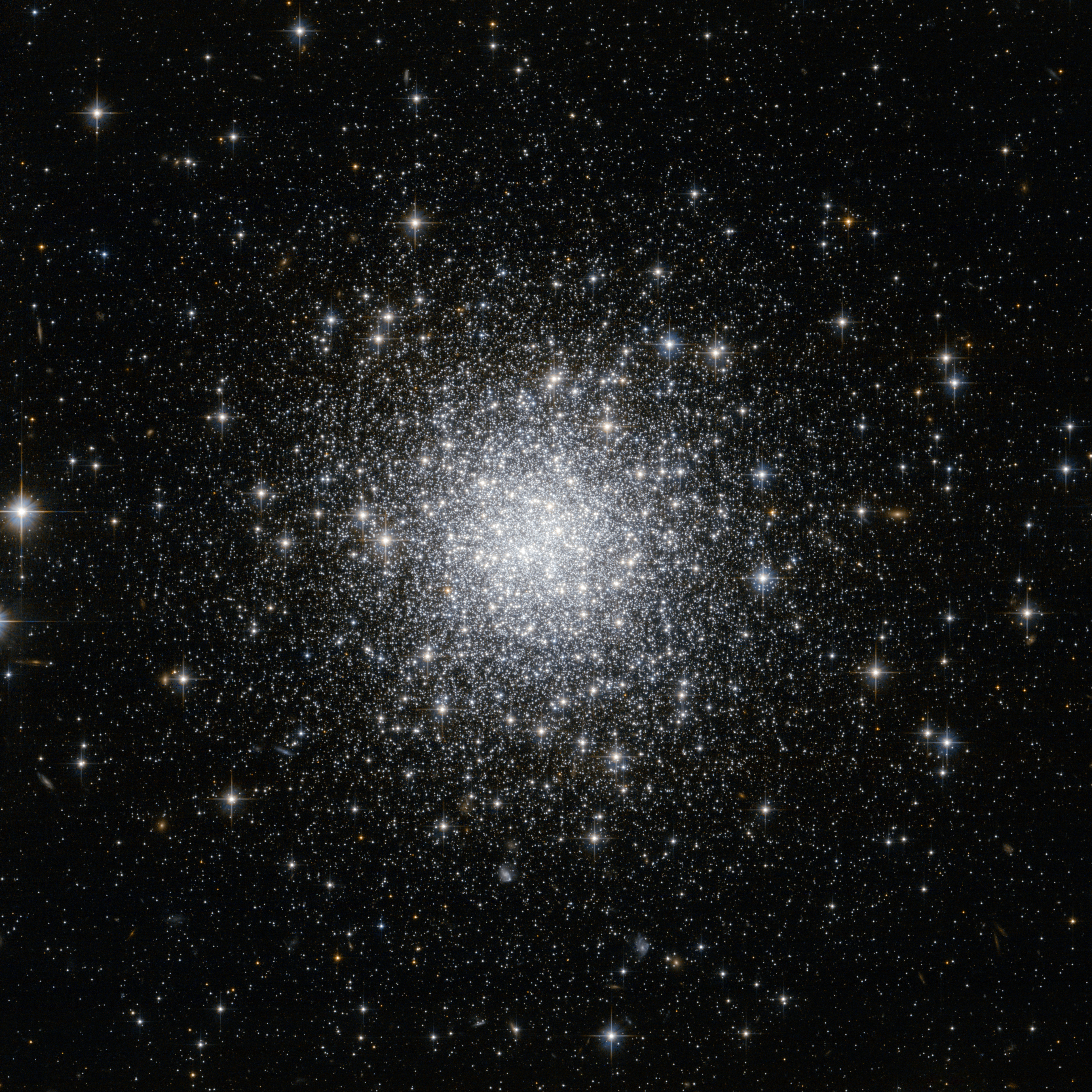
NGC 7006 es un cúmulo globular de alta concentración de Clase I.

De los cúmulos globulares que pertenecen a la Vía Láctea, la mayoría se encuentran orbitando en un halo alrededor del núcleo galáctico, y la gran mayoría de ellos se encuentran centrados en torno al núcleo. En 1918, esta distribución fuertemente asimétrica fue utilizada por Shapley para hacer una determinación de las dimensiones generales de nuestra galaxia. Al asumir una distribución aproximadamente esférica de los cúmulos globulares alrededor del centro de la galaxia, utilizó las posiciones de los cúmulos para estimar la posición del Sol con relación al centro galáctico. Si bien su estimación de distancia tenía un error significativo (aunque dentro del mismo orden de magnitud que el valor actualmente aceptado), demostró que las dimensiones de la galaxia Vía Láctea eran mucho mayores de lo que se había pensado anteriormente. Su error inicial fue debido a ignorar la existencia del polvo interestelar dentro de las galaxias, que absorbe y disminuye la cantidad de luz de los objetos distantes que llega a la Tierra, como es el caso de los cúmulos globulares, lo que hace que parezcan más lejanos de lo que realmente son porque su luz real emitida se diluye en la lejanía.
Las mediciones de Shapley también indicaron que el Sol está relativamente lejos del centro de la galaxia, también en contra de lo que se había inferido previamente en la distribución aparentemente uniforme de las estrellas ordinarias. 
En realidad, la mayoría de las estrellas «ordinarias» se encuentran dentro del disco de la galaxia y las estrellas que se encuentran en la dirección del centro galáctico y más allá están oscurecidas por el gas y el polvo, mientras que los cúmulos globulares se encuentran fuera del disco y pueden verse a distancias mucho mayores.

### Clasificación de los cúmulos globulares
Posteriormente, Shapley fue asistido en sus estudios de cúmulos globulares por Henrietta Swope y Helen Battles Sawyer. Entre 1927 y 1929, Shapley y Sawyer categorizaron grupos de cúmulos de acuerdo con el grado de concentración que cada sistema tiene hacia su núcleo. Los cúmulos más concentrados se identificaron como de Clase I, con concentraciones cada vez menores que van hasta la Clase XII. Esto se conoce como la Distribución de concentración de Shapley-Sawyer (a veces aparecen con números [Clase 1 a 12] en lugar de utilizarse los números romanos).
En 2015, se propuso un nuevo tipo de cúmulo globular sobre la base de los nuevos datos observacionales: el cúmulo globular oscuro. Este tipo de cúmulo globular ha sido recientemente descubierto en la galaxia gigante Centaurus A y se considera inusual ya que puede albergar cantidades inesperadas de materia oscura o de agujeros negros masivos.

## Formación

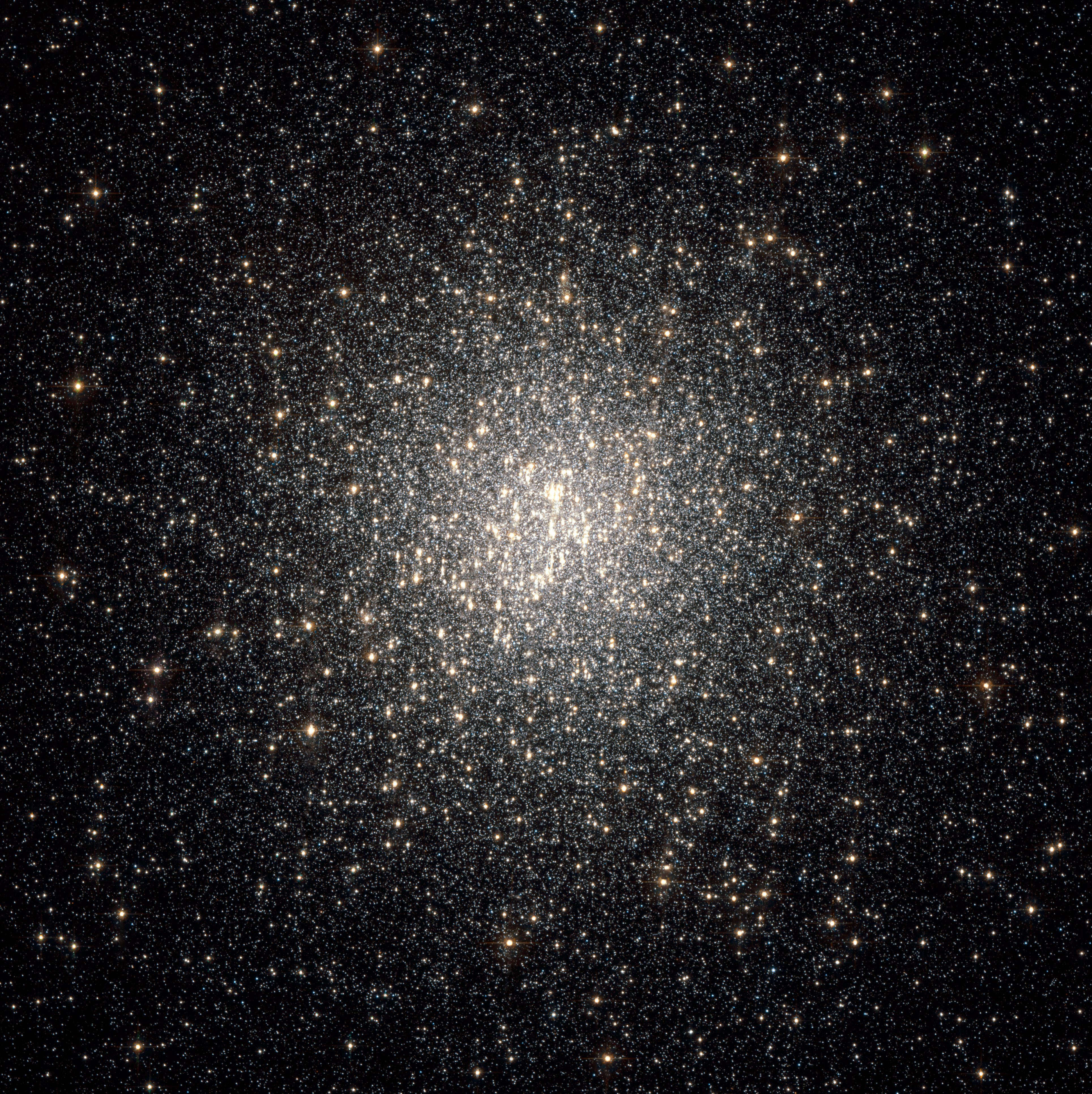
NGC 2808 contiene tres generaciones diferentes de estrellas. NASA image

La formación de cúmulos globulares sigue siendo un fenómeno poco conocido y sigue siendo incierto si las estrellas de un cúmulo globular se forman en una sola generación o si se crean a lo largo de varias generaciones durante un período de varios cientos de millones de años. En muchos cúmulos globulares, la mayoría de las estrellas se encuentran aproximadamente en la misma etapa de su evolución estelar, lo que sugiere que se formaron aproximadamente al mismo tiempo. Sin embargo, el historial de formación de estrellas varía de un cúmulo a otro, con algunos grupos de éstos que muestran distintas poblaciones de estrellas. Un ejemplo de ello son los cúmulos globulares en la Gran Nube de Magallanes (LMC), una galaxia local de nuestro propio grupo, que muestran una población bimodal. Durante su juventud, estos cúmulos de LMC pueden haber encontrado en su trayectoria nubes masivas de gas y partículas que desencadenaron una segunda ronda de formación de estrellas debido a la atracción gravitatoria. Este período de formación estelar es relativamente breve, en comparación con la edad de muchos cúmulos globulares. También se ha propuesto que la razón de esta multiplicidad en las poblaciones estelares podría tener un origen dinámico. En las galaxias Antennae (NGC 4038 y NGC 4039), por ejemplo, el Telescopio Espacial Hubble ha permitido observar cúmulos globulares en ciertas regiones en la galaxia que abarcan cientos de parsecs, donde muchos de los cúmulos colisionarán finalmente y se fusionaron entre sí. Muchos de ellos presentan un rango significativo de diferentes edades, posiblemente debido a sus distintas metalicidades, y su fusión podría llevar a agrupaciones con una distribución bimodal o incluso a una múltiple distribución de poblaciones estelares.

El cúmulo globular Messier 54.

Las observaciones de cúmulos globulares muestran que estas formaciones estelares surgen principalmente en regiones de formación estelar eficiente y donde el medio interestelar tiene una densidad más alta que en las regiones normales de formación de estrellas. La formación de cúmulos globulares es frecuente en las regiones denominadas starburst y en las galaxias que interactúan entre sí. Las investigaciones indican una correlación entre la masa de un agujero negro supermasivo en el centro de las galaxias (SMBH) y la extensión de los sistemas de cúmulos globulares de las galaxia elípticas y de las galaxias lenticulares. Curiosamente, la masa del centro de dichas galaxias suelen tener la misma suma de la masa combinada de los cúmulos globulares de las mencionadas galaxias.
No se conocen cúmulos globulares que muestren la formación nueva de estrellas activas que estén naciendo, lo cual es consistente con la opinión de que los cúmulos globulares son, típicamente, los objetos más antiguos en la galaxias y que estuvieron entre los primeros conjuntos de estrellas en formarse en el origen total de la galaxia. Las regiones muy grandes de formación de estrellas conocidas como supercúmulo de estrellas, tal como Westerlund 1 en la Vía Láctea, pueden ser precursoras de algunos cúmulos globulares.

## Composición

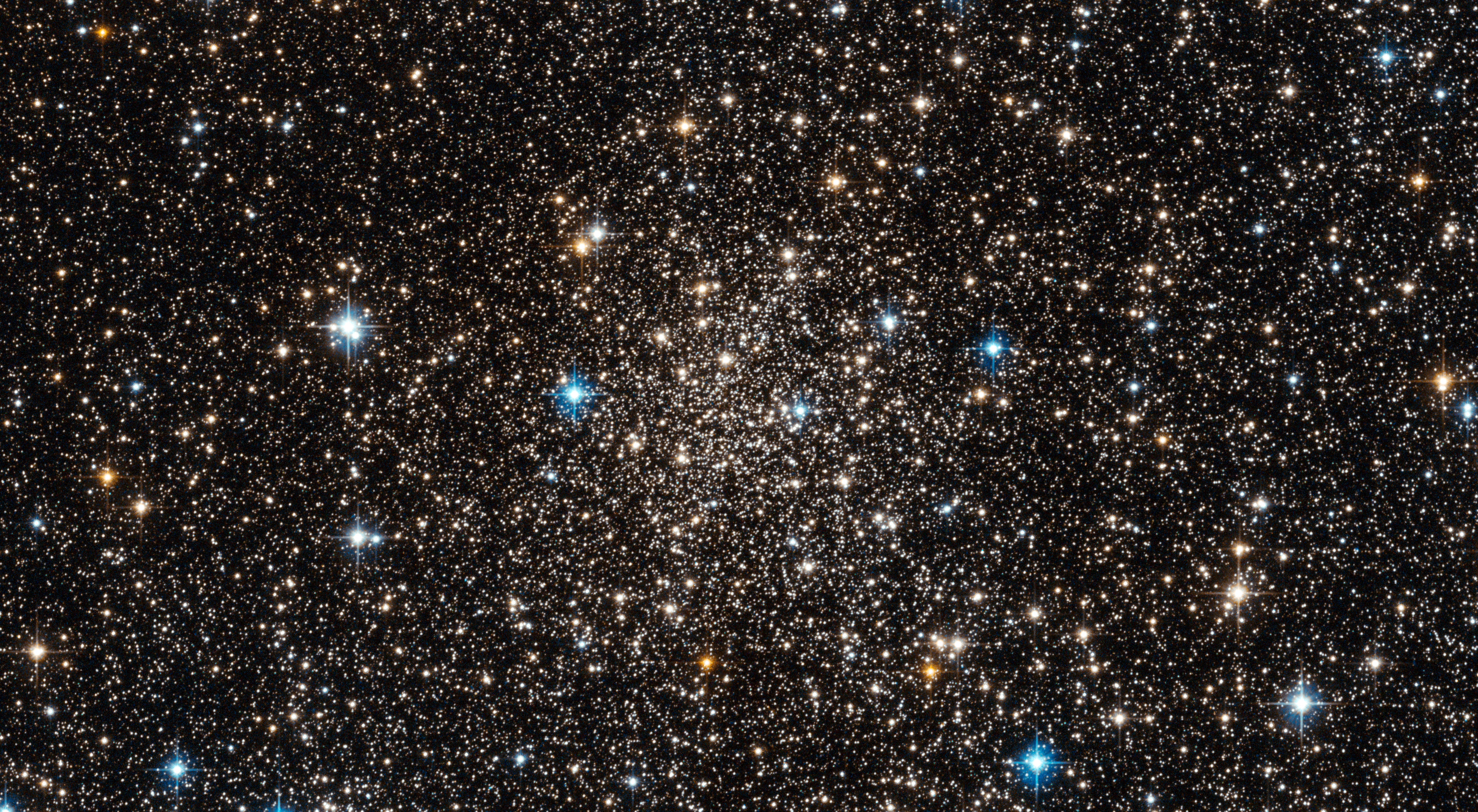
Las estrellas del cúmulo Djorgovski 1 contienen hidrógeno y helio, pero no mucho más. En términos astronómicos, se los describe como «pobres en metales».

Los cúmulos globulares generalmente están compuestos por cientos de miles de estrellas viejas, deficitarias en metales. El tipo de estrellas que se encuentran en un cúmulo globular son similares a las del bulbo galáctico de una galaxia espiral pero limitadas a un volumen de solo unos pocos millones cúbicos de parsecs. Están libres de gas y polvo y se presume que hace mucho tiempo que éstos, debido a la presión y a la gravedad, se convirtieron en estrellas.
Los cúmulos globulares pueden contener una alta densidad de estrellas; calculándose de promedio alrededor de 0,4 estrellas por parsec cúbico, aumentando de 100 a 1000 estrellas por parsec cúbico en el núcleo del grupo.
La distancia típica entre las estrellas en un cúmulo globular es de aproximadamente 1 año luz, pero en su núcleo, la separación es comparable al tamaño del Sistema Solar (de 100 a 1000 veces más cerca que las estrellas próximas al Sol, como el caso de Alfa Centauro, la estrella más próxima conocida).
Sin embargo, no se cree que dicha proximidad entre las estrellas sean ubicaciones favorables para la supervivencia de sistemas planetarios. Las órbitas planetarias son dinámicamente inestables dentro de los núcleos de los cúmulos densos debido a las perturbaciones de las estrellas que pasan cerca de otras. Un planeta que orbitara a una (1) unidad astronómica alrededor de una estrella que esté dentro del núcleo de un grupo denso, como 47 Tucanae, solo sobreviviría del orden de 108 años. Se conoce lo que se cree que puede ser un sistema planetario orbitando un pulsar (PSR B1620-26) que pertenece al cúmulo globular M4, pero estos planetas probablemente se formaron después del acontecimiento que creó el pulsar, con mucha posterioridad a la creación del propio cúmulo globular.
Algunos cúmulos globulares, como Omega Centauri en la Vía Láctea y G1 en M31, son extraordinariamente masivos, con varios millones de masas solares y múltiples poblaciones estelares. Ambos pueden ser considerados como evidencia de que los cúmulos globulares muy masivos son en realidad los núcleos de galaxias enanas que son consumidas por las galaxias más grandes. Alrededor de un cuarto de la población de cúmulos globulares en la Vía Láctea puede haber aumentado de tamaño debido a galaxias enanas anfitrionas. De hecho, la distinción entre un gran cúmulo globular y una galaxia elíptica pequeña no es fácil de fijar ni de definir, exceptuando que un cúmulo globular, por masivo que sea, por regla general pertenece a una galaxia concreta y no suele permanecer aislado en el espacio interestelar. Se cree que todos los cúmulos globulares no asociados a galaxias determinadas, que son muy poco numerosos, en algún momento pertenecieron o surgieron junto a una galaxia «madre».
Varios cúmulos globulares (como M15) tienen núcleos extremadamente masivos que podrían albergar agujeros negros, aunque las simulaciones por ordenador sugieren que un agujero negro menos masivo o, a su vez, la concentración central de estrellas de neutrones o de enanas blancas en grandes cantidades explican las observaciones igualmente bien.

### Contenido metálico

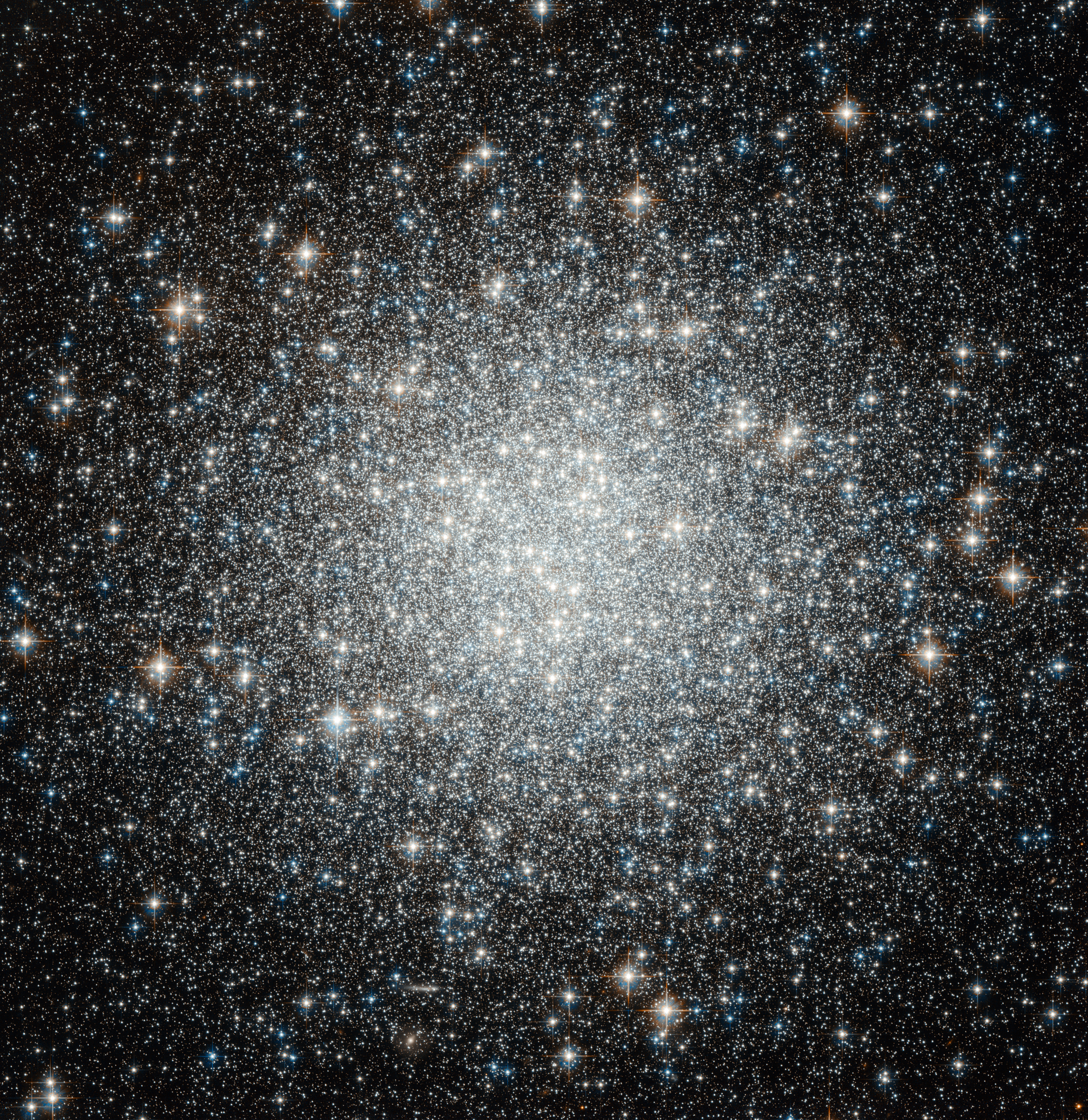
Messier 53 contiene un número inusual de un tipo de estrella llamada rezagadas azules.

Los cúmulos globulares normalmente consisten en un conjunto de estrellas de Población II, que tienen una baja proporción de elementos distintos del hidrógeno y del helio en comparación con las estrellas de Población I, como el Sol. Los astrónomos se refieren a estos elementos más pesados como «metales» (aunque en realidad estamos hablando de elementos como el carbono, litio, oxígeno, etc.) y a las proporciones de estos elementos como metalicidad. Estos elementos son producidos por nucleosíntesis estelar y luego se reciclan al medio interestelar, donde entran en la creación de la próxima generación de estrellas. Por lo tanto, la proporción de metales puede ser una indicación de la edad de una estrella, dado que las estrellas más viejas tienen normalmente una menor metalicidad.
El astrónomo neerlandés Pieter Oosterhoff hizo notar que parece haber dos poblaciones de cúmulos globulares diferentes, que se conocen como «grupos de Oosterhoff». El segundo grupo tiene un conjunto ligeramente más grande de estrellas variables RR Lyrae que el primero. Ambos grupos tienen débiles líneas espectrales de elementos metálicos, pero las líneas en las estrellas del cúmulo Oosterhoff tipo I (OoI) no son tan débiles como las del tipo II (OoII). Por lo tanto, se hace referencia al tipo I como cúmulos globulares «ricos en metales» (por ejemplo, Terzan 7), mientras que los de tipo II son pobres en metales (como por ejemplo, ESO 280-SC06).
Estas dos poblaciones se han observado en muchas galaxias, especialmente en galaxias elípticas gigantes. Ambos grupos son casi tan antiguos como el universo mismo y tienen edades similares, pero difieren en su abundancia de metales. Se han sugerido muchos escenarios para explicar estas subpoblaciones, incluidas las fusiones de galaxias ricas en gases, la acumulación de galaxias enanas y múltiples fases de formación de estrellas en una sola galaxia. En la Vía Láctea, los cúmulos globulares pobres en metales están asociados con el halo y los cúmulos ricos en metales con el abultamiento del núcleo, si bien en ambos casos, las estrellas que los componen son de menor metalicidad que las que posee los brazos de la galaxia.
En la Vía Láctea se ha descubierto que la gran mayoría de los grupos de baja metalicidad están alineados a lo largo de un plano en la parte exterior del halo de la galaxia. Este resultado habla a favor de la opinión de que los cúmulos de tipo II en la galaxia fueron capturados de una galaxia satélite, en lugar de ser los miembros más antiguos del sistema de cúmulos globulares de la Vía Láctea, como se había pensado anteriormente. La diferencia entre los dos tipos de cúmulos se explicaría por un retraso de tiempo entre el momento en que las dos galaxias formaron ambos sistemas.

### Componentes exóticos

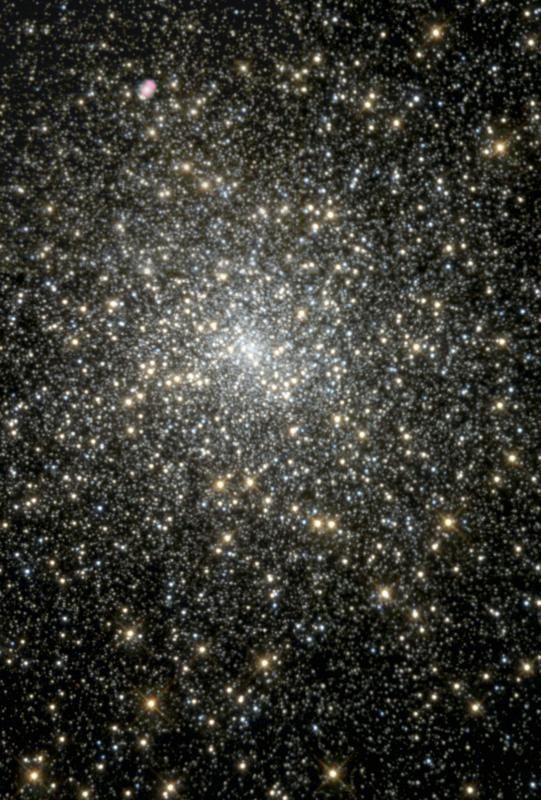
El cúmulo globular M15 puede tener un agujero negro de masa intermedia en su núcleo.

Los cúmulos globulares tienen una densidad de estrellas muy alta y, por lo tanto, las interacciones cercanas y las colisiones casi estacionarias ocurren con relativa frecuencia. Debido a estos encuentros casuales, algunas clases exóticas de estrellas, como las rezagadas azules, los púlsares y las binarias de rayos X de baja masa, son mucho más comunes en los cúmulos globulares que en los discos galácticos de las galaxias espirales o barradas.
Una azul rezagada se forma a partir de la fusión de dos estrellas, posiblemente como resultado de un encuentro con un sistema binario. La estrella resultante tiene una temperatura más alta que las estrellas comparables en el grupo de la misma luminosidad, y por lo tanto difiere de las estrellas de la secuencia principal formadas al inicio del grupo, creando un conjunto de estrellas viejas, pero rejuvenecidas con posterioridad.
Los astrónomos han buscado la presencia de agujeros negros dentro de los cúmulos globulares desde la década de 1970. Los requisitos de resolución para esta tarea, sin embargo, son exigentes, y sólo con el telescopio espacial Hubble se han realizado los primeros descubrimientos confirmados. En programas independientes, se ha sugerido que existe un agujero negro de masa intermedia en función de las observaciones del Hubble en el cúmulo globular M15 que posee unas 4000 masas solares y un agujero negro de mayor tamaño en el cúmulo Mayall II en la Galaxia Andrómeda con casi 20 000 masas solares. Las emisiones de rayos X y radio de Mayall II parecen ser consistentes con un agujero negro de masa intermedia.
Estos son de particular interés porque son los primeros agujeros negros descubiertos que ocupan una posición intermedia entre el agujero negro de masa convencional de una estrella y los agujeros negros supermasivos descubiertos en los núcleos de las galaxias. La masa de estos agujeros negros de masa intermedia es proporcional a la masa de los cúmulos globulares, siguiendo un patrón previamente descubierto entre los agujeros negros supermasivos y sus galaxias circundantes.
El anuncio de la presencia de agujeros negros de masa intermedia ha sido recibido con cierto escepticismo. Se espera que los objetos más pesados en los cúmulos globulares migren al centro del cúmulo debido a la segregación masiva. Como se señala en dos documentos de Holger Baumgardt y sus colaboradores, la relación masa-luminosidad debería aumentar bruscamente hacia el centro del cúmulo, incluso sin un agujero negro, como sucede en M15 y como en Mayall II.

## Diagrama color-magnitud

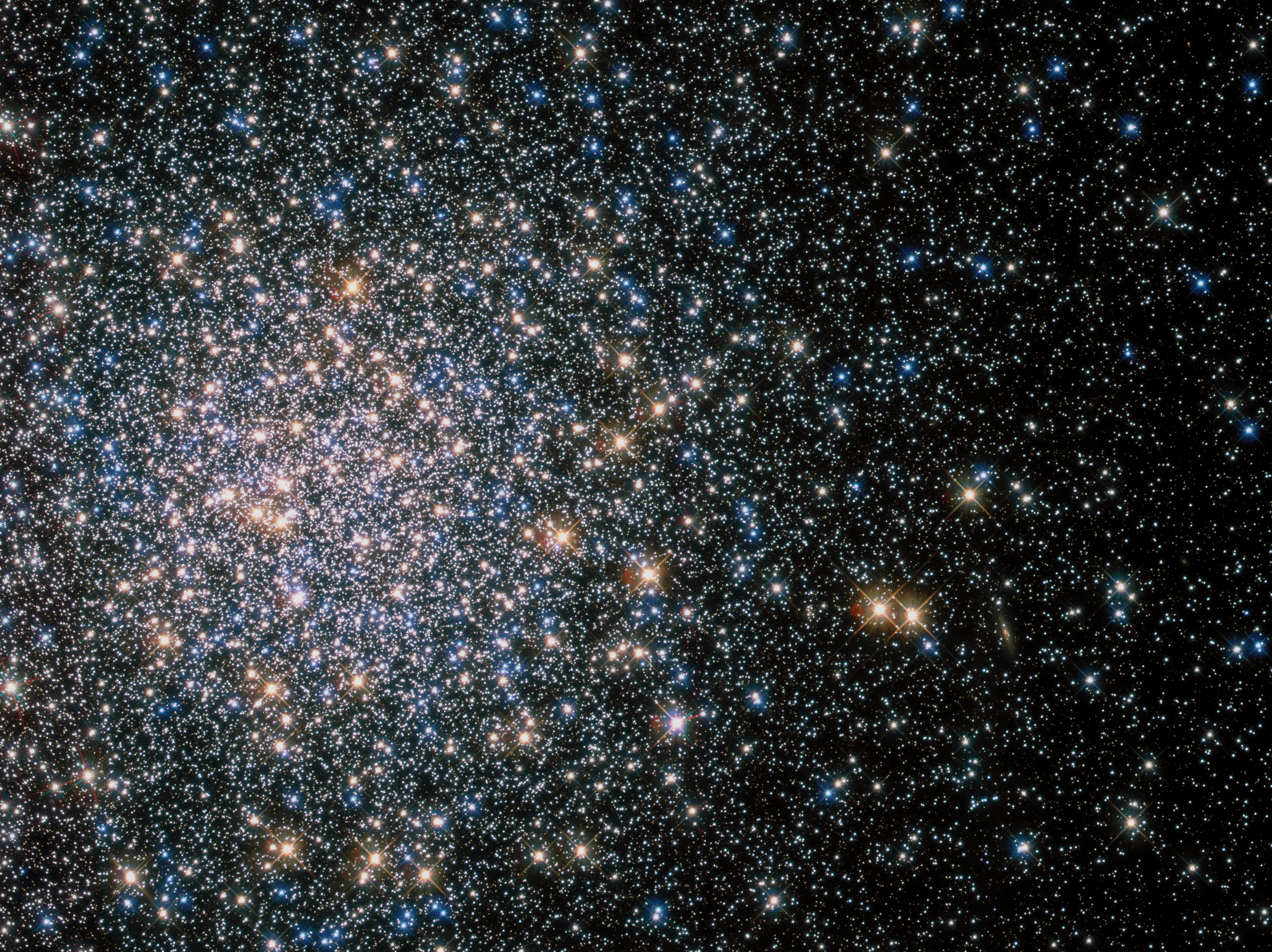
Messier 5 es un cúmulo globular que consiste en cientos de miles de estrellas unidas por su gravedad común.

Un diagrama Hertzsprung-Russell (diagrama H-R) es un gráfico de una gran muestra de estrellas que traza la magnitud absoluta frente a su índice de color y es esencial para conocer y comprender la evolución estelar. Los índices de color, B-V, es la diferencia entre la magnitud de la estrella en luz azul, o B, y la magnitud en luz visual (verde-amarillo), o V. Grandes valores positivos indican una estrella roja con una superficie fría en temperatura, mientras que los valores negativos implican una estrella azul con una superficie más caliente.
Cuando las estrellas cercanas al Sol se trazan en un diagrama H-R, muestra una distribución de estrellas de varias masas, edades y composiciones. Muchas de las estrellas se encuentran relativamente cerca de una curva inclinada con una magnitud absoluta creciente a medida que las estrellas son más calientes, conocidas como estrellas de la secuencia principal. Sin embargo, el diagrama también incluye estrellas que se encuentran en etapas posteriores de su evolución y se han apartado de esta curva de la secuencia principal.
Como todas las estrellas de un cúmulo globular están aproximadamente a la misma distancia de nosotros, sus magnitudes absolutas difieren de su magnitud visual aproximadamente en la misma cantidad. Las estrellas de la secuencia principal en el cúmulo globular caerán a lo largo de una línea que se cree que es comparable a estrellas similares en la vecindad del Sol. La exactitud de esta suposición está confirmada por resultados obtenidos al comparar las magnitudes de las variables cercanas de período corto, como las estrellas RR Lyrae y las variables Cefeidas, con aquellas otras que hay en el cúmulo.
Al hacer coincidir estas curvas en el diagrama H-R, también se puede determinar la magnitud absoluta de las estrellas de la secuencia principal en el grupo completo. Esto a su vez proporciona una estimación de distancia al cúmulo en función de la magnitud visual de las estrellas. La diferencia entre la magnitud relativa y absoluta, el conocido como módulo de distancia, proporciona esta estimación de la distancia real desde la Tierra al cúmulo globular.
Cuando las estrellas de un determinado cúmulo globular se trazan en un diagrama de H-R, en muchos casos casi todas las estrellas caen sobre una curva relativamente bien definida. Esto difiere del diagrama H-R de las estrellas cercanas al Sol, que agrupa un conjunto de estrellas de diferentes edades y orígenes, como es lógico pensar que se da en un brazo espiral, dado que no se formaron todas al mismo tiempo. 
La forma de la curva para un cúmulo globular es característica de una agrupación de estrellas que se formaron aproximadamente al mismo tiempo y a partir de los mismos materiales, difiriendo solo entre ellas en su masa inicial. Como la posición de cada estrella en el diagrama H-R varía con la edad, la forma de la curva de un cúmulo globular se puede usar para medir la edad general de la población de estrellas de dicho cúmulo.
Sin embargo, el proceso histórico antes mencionado de determinar la edad y la distancia a los cúmulos globulares no es tan sólido como se pensaba, ya que la morfología y luminosidad de las estrellas de los cúmulos globulares en los diagramas de color-magnitud están influidos por numerosos parámetros, muchos de los cuales todavía están siendo activamente investigados. Ciertos grupos incluso muestran poblaciones que están ausentes de otros cúmulos globulares (por ejemplo, estrellas rezagadas azules) o presentan poblaciones múltiples. El paradigma histórico de que todos los cúmulos globulares consisten en estrellas nacidas exactamente al mismo tiempo, o que comparten exactamente la misma abundancia química, también se ha sobrepasado (por ejemplo, en NGC 2808). Además, la morfología de las estrellas del grupo en un diagrama de color-magnitud de color, que incluye el brillo de los indicadores de distancia, como las estrellas variables RR Lyrae, puede verse influida por sesgos de observación. Uno de estos efectos se denomina fusión y surge porque los núcleos de los cúmulos globulares son tan densos que en las observaciones de baja resolución pueden aparecer múltiples estrellas (no resueltas en estrellas individuales) como un solo objeto. Por lo tanto, el brillo medido para esa estrella aparentemente única (por ejemplo, una variable RR Lyrae) es erróneamente demasiado brillante, dado que las estrellas no resueltas contribuyen a ese brillo particular determinado. En consecuencia, la distancia calculada es incorrecta, y lo que es más importante, ciertos investigadores han argumentado que el efecto de mezcla puede introducir una incertidumbre sistemática en la escala de distancia cósmica, y puede sesgar la edad estimada del Universo y la constante de Hubble.

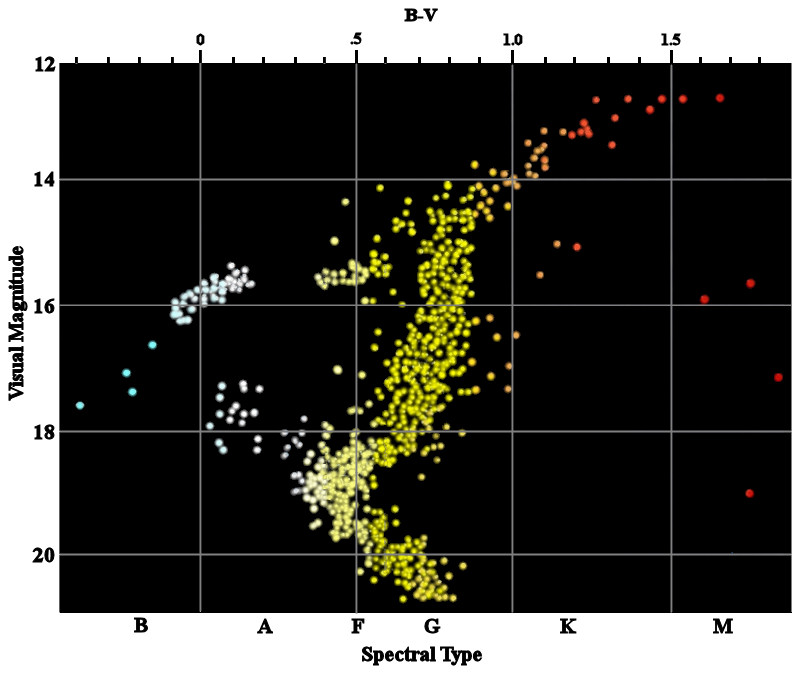
Diagrama de color-magnitud para el cúmulo globular M3. Téngase en cuenta el característico «giro» en la curva de magnitud 19 del diagrama H-R donde las estrellas comienzan a entrar en la etapa de estrellas gigantes de su camino evolutivo. Lo más interesante que se puede advertir estudiando este diagrama concreto es la ausencia de estrellas gigantes azules o blancas, la no existencia de enanas rojas y la ausencia de enanas blancas. Prácticamente dos terceras partes de todo el conjunto de estrellas del cúmulo se encuentran en la rama de las gigantes y supergigantes.

Las estrellas más grandes de la secuencia principal también tendrán la mayor magnitud absoluta, y éstas serán las primeras en evolucionar hacia la etapa de estrellas gigantes. A medida que el grupo envejece, las estrellas de masas sucesivamente más bajas también entrarán en la etapa de estrellas gigantes. Por lo tanto, la edad de un solo grupo de población puede medirse buscando las estrellas que acaban de empezar a entrar en la etapa de estrella gigante. Esto forma una «curva» en el diagrama de H-R, doblándose rápidamente hacia la esquina superior derecha desde la línea de secuencia principal. La magnitud absoluta en esta curva está ligada directamente en función de la edad del cúmulo globular, por lo que una escala de edad se puede trazar en un eje paralelo al de la magnitud.
Además, los cúmulos globulares se pueden fechar al observar las temperaturas de las enanas blancas más frías. Los resultados típicos para los cúmulos globulares son que pueden ser tan viejos como 12.7 mil millones de años de antigüedad, casi la misma edad que el universo conocido. Esto contrasta con los cúmulos abiertos que tienen sólo unas decenas de millones de años de antigüedad, dándose por sentado que se formaron mucho más tarde de la constitución inicial de la galaxia matriz.
Las edades de los cúmulos globulares fijan un máximo en el límite de edad del universo entero. Este límite inferior ha sido una restricción significativa en cosmología. Históricamente, los astrónomos se enfrentaron con cálculos de edad de cúmulos globulares que parecían más antiguos de lo que permitirían los modelos cosmológicos. Sin embargo, una mejor medición de los parámetros cosmológicos a través de estudios en el cielo profundo, como los del Telescopio Espacial Hubble, parecen haber resuelto este problema.
Los estudios evolutivos de los cúmulos globulares también se pueden usar para determinar los cambios debidos a la composición inicial del gas y el polvo que formaron el cúmulo. Es decir, las pistas evolutivas cambian con los cambios en la abundancia de elementos pesados. Los datos obtenidos de los estudios de los cúmulos globulares se utilizan luego para estudiar la evolución de la Vía Láctea como un todo.
En los cúmulos globulares se observan algunas estrellas conocidas como rezagadas azules, aparentemente siguiendo la secuencia principal en dirección a las estrellas más brillantes y azules. Los orígenes de estas estrellas aún no están claros, pero la mayoría de los modelos sugieren que estas estrellas son el resultado de la transferencia de masa entre múltiples sistemas estelares que han colisionado o implosionado entre sí.

## Morfología
| Galaxia    | Elipticidad |
| ---------- | ----------- |
| Vía Láctea | 0.07 ± 0.04 |
| LMC        | 0.16 ± 0.05 |
| SMC        | 0.19 ± 0.06 |
| M31        | 0.09 ± 0.04 |

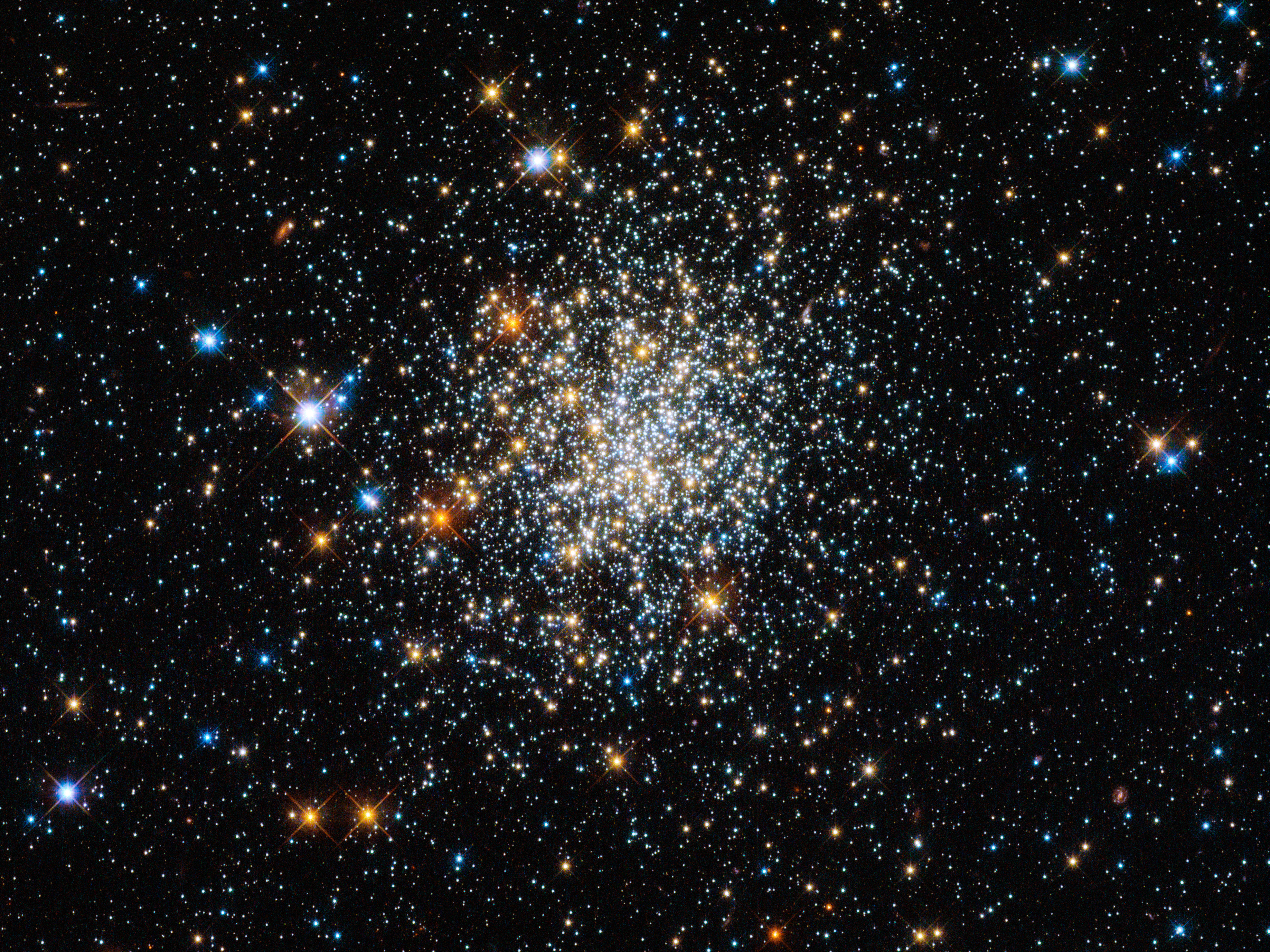
NGC 411 está catalogado como un cúmulo globular abierto.

A diferencia de los cúmulos abiertos, la mayoría de los cúmulos globulares permanecen gravitacionalmente unidos por periodos de tiempo comparables a los períodos de vida de la mayoría de sus estrellas. Sin embargo, una posible excepción es cuando las fuertes interacciones de las mareas gravitacionales con otras grandes masas dan como resultado la dispersión de las estrellas constituyentes.
Después de que se han formado, las estrellas dentro del cúmulo globular comienzan a interactuar gravitacionalmente entre sí. Como resultado, los vectores de velocidad de las estrellas se modifican constantemente y las estrellas pierden cualquier vestigio de su velocidad original. El intervalo característico para que esto ocurra es el tiempo de relajación. Esto está relacionado con el período de tiempo característico que una estrella necesita para cruzar el cúmulo, así como también la cantidad de masas estelares en el sistema. El valor del tiempo de relajación varía según el cúmulo, pero el valor medio es del orden de 109 años.
Aunque los cúmulos globulares generalmente aparecen de forma esférica, las elipticidades pueden ocurrir debido a las interacciones de las mareas gravitacionales. Los cúmulos dentro de la Vía Láctea y de la Galaxia de Andrómeda son típicamente esferoides oblatos, mientras que los de la Gran Nube de Magallanes son más elípticos.

### Radios
Los astrónomos caracterizan la morfología de cada cúmulo globular por medio de su radio estándar. Estos son el radio del núcleo («rc»), el radio de semiluz («rh»), y el radio de marea gravitacional (o Jacobi) («rt»). La luminosidad general del cúmulo disminuye constantemente con la distancia desde el núcleo, y el radio del núcleo es la distancia a la que la luminosidad aparente de la superficie se ha reducido a la mitad. Una cantidad comparable es el radio de semiluz, o la distancia desde el núcleo dentro del cual se recibe la mitad de la luminosidad total del cúmulo. Esto es típicamente más grande que el radio del núcleo.
Téngase en cuenta que el radio de semiluz incluye estrellas en la parte exterior del cúmulo que se encuentra a lo largo de la línea de visión, por lo que los astrónomos también usarán el radio de la masa media («rm»): el radio del núcleo que contiene la mitad de la masa total del cúmulo. Cuando el radio de la masa media de un cúmulo es pequeño en relación con el tamaño total, tiene un núcleo denso. Un ejemplo de esto es Messier 3 (M3), que tiene una dimensión global visible de aproximadamente 18 minutos de arco, pero un radio de masa media de sólo 1.12 minutos de arco.
Casi todos los cúmulos globulares tienen un radio de media luz de menos de 10 parsecs, aunque existen cúmulos bien conocidos con radios muy grandes (como por ejemplo, NGC 2419 (Rh = 18 parsecs) y Palomar 14 (Rh = 25 parsecs)).
Finalmente, el radio de marea es la distancia desde el centro del cúmulo globular en el cual la gravitación externa propia de la galaxia tiene más influencia sobre las estrellas en el cúmulo que el cúmulo mismo. Ésta es la distancia a partir de la cual las estrellas individuales que pertenecen a un cúmulo pueden ser atraídas por la galaxia y perderse fuera del cúmulo. El radio de marea de M3 es de aproximadamente 40 minutos de arco, o aproximadamente 113 parsecs a una distancia de 10.4 kilopársec (kpc).

### Segregación, luminosidad y colapso del núcleo
Al medir la curva de luminosidad de un cúmulo globular dado en función de la distancia desde el núcleo, la mayoría de los cúmulos de la Vía Láctea aumentan constantemente en luminosidad a medida que esta distancia disminuye, hasta cierta distancia del núcleo, y luego la luminosidad se nivela. Por lo general, esta distancia es de aproximadamente 1 o 2 parsecs desde el núcleo. Sin embargo aproximadamente el 20 % de los cúmulos globulares han sido sometidos a un proceso denominado «colapso del núcleo». En este tipo de cúmulos, la luminosidad continúa aumentando constantemente hasta llegar a la región central. Un ejemplo de un núcleo globular colapsado es el del cúmulo M15.

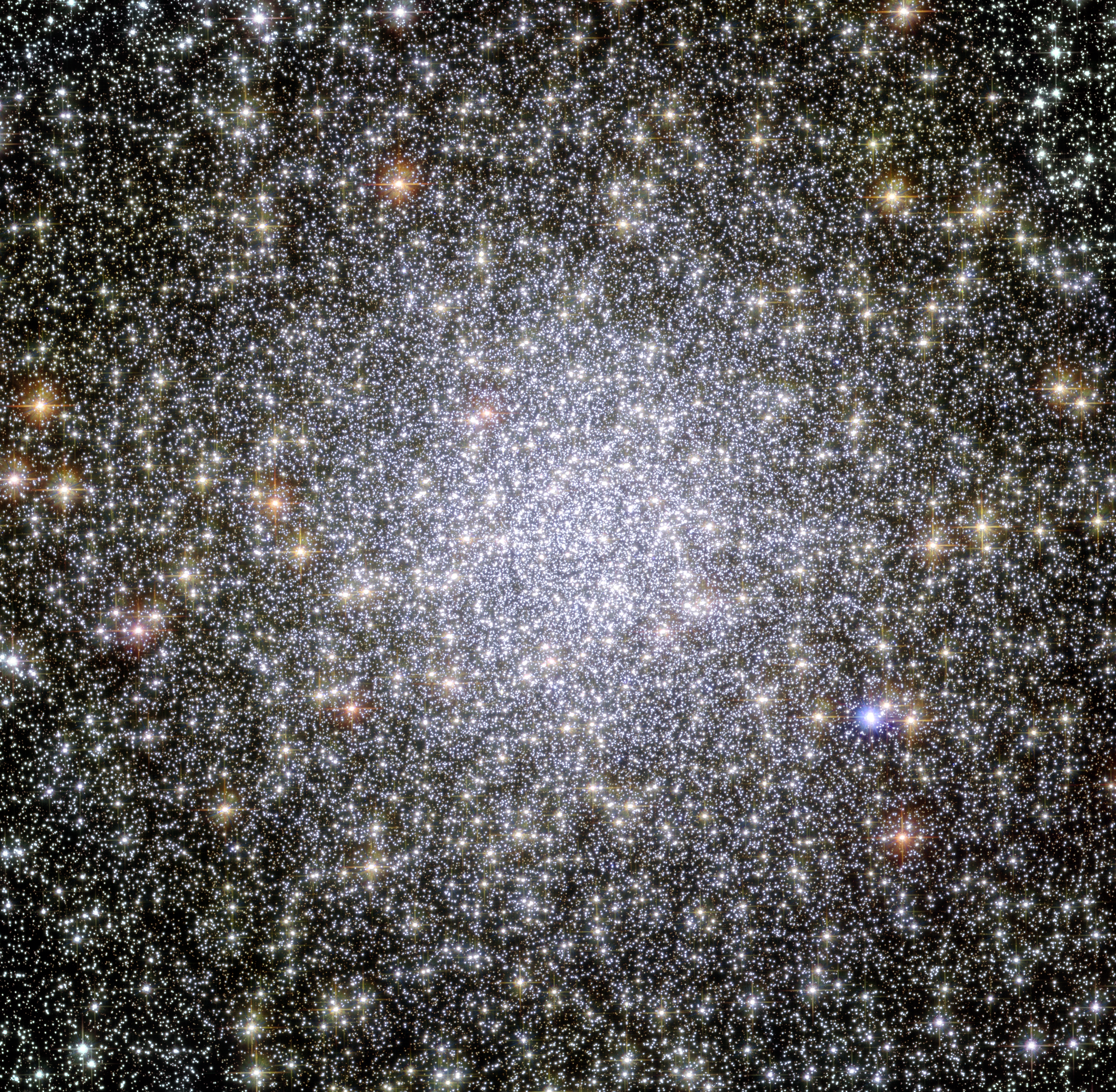
47 Tucanae: el segundo cúmulo globular más luminoso de la Vía Láctea, después de Omega Centauri.

Se cree que el colapso del núcleo ocurre cuando las estrellas más masivas en un cúmulo globular encuentran a sus compañeras menos masivas. Con el tiempo, los procesos dinámicos hacen que las estrellas individuales migren desde el centro del clúster al exterior. Esto da como resultado una pérdida neta de energía cinética de la región central, lo que lleva a las estrellas restantes agrupadas en la región central a ocupar un volumen más compacto. Cuando se produce esta inestabilidad gravotermal, la región central del grupo se llena densamente con estrellas y el brillo superficial aumenta. (Téngase en cuenta que el colapso del núcleo no es el único mecanismo que puede causar dicha distribución de luminosidad: un enorme agujero negro en el núcleo también puede dar lugar a un aumento de luminosidad). Durante un largo período de tiempo, esto lleva a una concentración de estrellas masivas cerca del núcleo, un fenómeno llamado segregación masiva.
El efecto de calentamiento dinámico de los sistemas de estrellas binarias trabaja para evitar el colapso del núcleo inicial del cúmulo. Cuando una estrella pasa cerca de un sistema binario, la órbita de este último par tiende a contraerse, liberando energía. Solo después de que el suministro primordial de las binarias se haya agotado debido a las interacciones, puede producirse un colapso del núcleo más intenso. Por el contrario, el efecto de los maremotos gravitacionales cuando un cúmulo globular pasa repetidamente a través del plano de una galaxia espiral tiende a acelerar significativamente el colapso del núcleo.
Las diferentes etapas del colapso del núcleo se pueden dividir en tres fases. Durante la adolescencia de un cúmulo globular, el proceso de colapso del núcleo comienza con estrellas cercanas al núcleo. Sin embargo, las interacciones entre los sistemas de las estrellas binarias evitan un mayor colapso a medida que el cúmulo se acerca a la mediana edad. Finalmente, las binarias centrales cesan sus rotaciones o son expulsadas, lo que da como lugar una concentración mayor del núcleo.
La interacción de las estrellas en la región del núcleo colapsado provoca la formación de sistemas binarios ajustados. A medida que otras estrellas interactúan con estas binarias, aumenta la energía en el núcleo, lo que hace que el cúmulo se expanda nuevamente. Como el tiempo promedio para el colapso del núcleo es típicamente menor que la edad de la galaxia, muchos de los cúmulos globulares de una galaxia pueden haber pasado a través de una etapa de colapso del núcleo, y luego volver a expandirse.

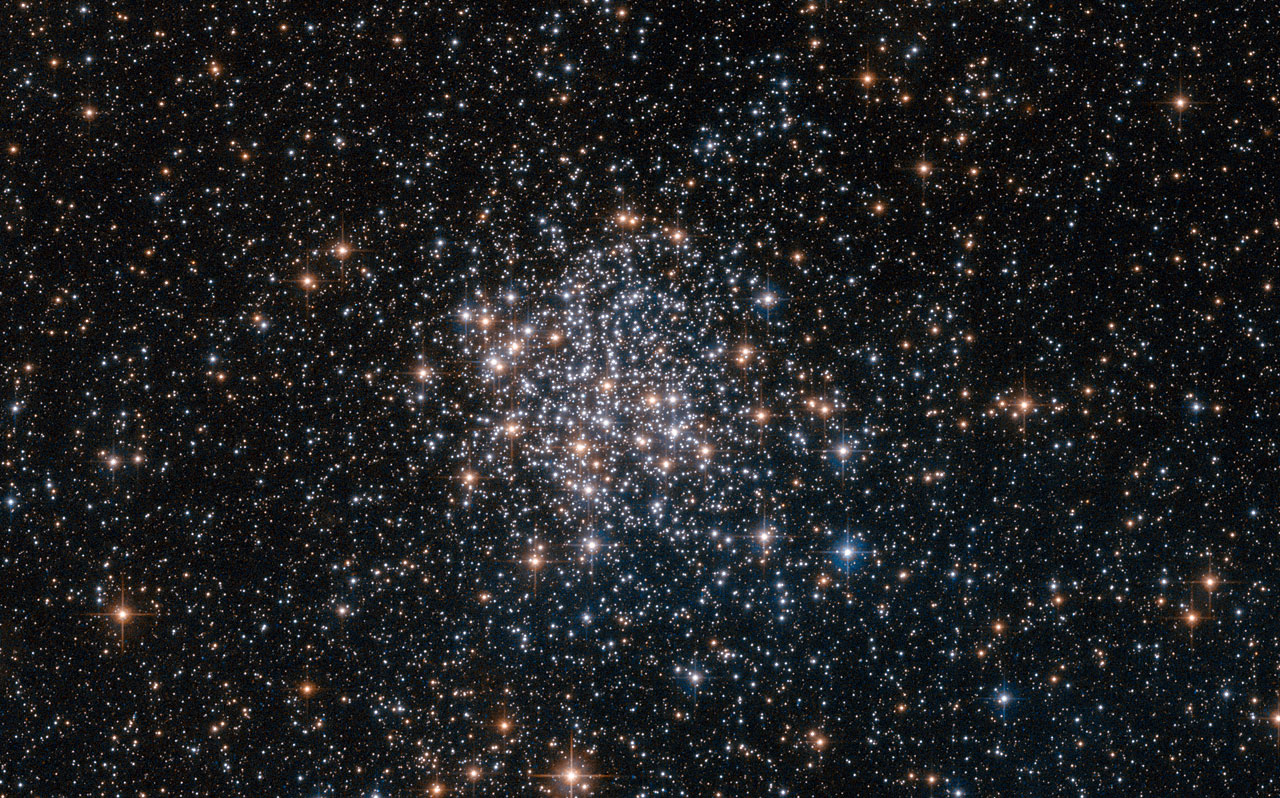
El cúmulo globular NGC 1854 está situado en la Gran Nube de Magallanes.

El Telescopio Espacial Hubble ha sido utilizado para proporcionar evidencia observacional convincente de este proceso estelar de clasificación de masa en cúmulos globulares. Las estrellas más masivas reducen la velocidad y se aglomeran en el núcleo del cúmulo, mientras que las estrellas más ligeras ganan velocidad y tienden a pasar más tiempo en la periferia del cúmulo. El cúmulo globular 47 Tucanae, que se compone de alrededor de 1 millón de estrellas, es uno de los cúmulos globulares más densos del hemisferio sur. Este grupo fue sometido a un estudio fotográfico intensivo, que permitió a los astrónomos seguir el movimiento de sus estrellas. Se obtuvieron velocidades precisas para casi 15 000 estrellas en este grupo.
Un estudio de 2008 de John Fregeau de 13 cúmulos globulares en la Vía Láctea muestra que tres de ellos tienen una cantidad inusualmente grande de fuentes de rayos X, o binarias que emiten rayos X, lo que sugiere que los cúmulos son de mediana edad. Anteriormente, estos cúmulos globulares se habían clasificado en su vejez porque tenían concentraciones muy grandes de estrellas en sus núcleos, otra prueba de edad utilizada por los astrónomos. La implicación es que la mayoría de los cúmulos globulares, incluidos los otros diez estudiados por Fregeau, no están en su edad media como se pensaba, sino en su «adolescencia».
Las luminosidades globales de los cúmulos globulares dentro de la Vía Láctea y la Galaxia de Andrómeda se pueden representar por medio de una curva gaussiana. Esta gaussiana puede representarse mediante una magnitud promedio Mv y una varianza σ2. Esta distribución de las luminosidades de los cúmulos globulares se llama Función de Luminosidad del Cúmulo Globular (GCLF). (Para la Vía Láctea, Mv = -7.20 ± 0.13, σ = 1.1 ± 0.1 magnitudes). La GCLF también se ha utilizado como luminosidad promedio para medir la distancia a otras galaxias, bajo la suposición de que los cúmulos globulares en galaxias remotas siguen los mismos principios que en la Vía Láctea, lo cual no está definitivamente demostrado.

### Simulaciones del cuerpo N
La computación de las interacciones entre las estrellas dentro de un cúmulo globular requiere resolver lo que se denomina el problema de cuerpo N. Es decir, cada una de las estrellas del cúmulo interactúa continuamente con las otras N -1 estrellas, donde N es el número total de estrellas en el cúmulo. El «costo» computacional CPU más simple para una simulación dinámica aumenta en proporción a N 2 (cada uno de los N objetos debe interactuar en pares con cada uno de los otros objetos N), por lo que los requisitos informáticos potenciales para simular con precisión cada cúmulo pueden ser enormes. Un método eficiente de simulación matemática de la dinámica del cuerpo N de un cúmulo globular se hace subdividiendo en pequeños volúmenes y rangos de velocidades y usando probabilidades para describir las ubicaciones de las estrellas. Los movimientos se describen luego por medio de una fórmula llamada Ecuación de Fokker-Planck. Esto se puede resolver mediante una forma simplificada de la ecuación, o ejecutando la denominada simulación de Monte Carlo y usando valores aleatorios. Sin embargo, la simulación se vuelve más difícil cuando se incluyen los efectos de los sistemas binarios de estrellas y la interacción con las fuerzas de gravitación externas (como sucede con la Vía Láctea).
Los resultados de las simulaciones han demostrado que las estrellas pueden seguir caminos inusuales a través del cúmulo, a menudo formando bucles y, a menudo, cayendo más directamente hacia el núcleo que una estrella sola orbitando alrededor de una masa central. Además, debido a las interacciones con otras estrellas, que producen un aumento de la velocidad, algunas de las estrellas obtienen suficiente energía para escapar del cúmulo. Durante largos períodos de tiempo, esto dará como resultado una disipación del cúmulo, en un proceso denominado evaporación. La escala de tiempo típica para la disipación completa de un cúmulo globular es de 1010 años. En 2010, fue posible calcular directamente, estrella por estrella, simulaciones del cuerpo N de un cúmulo globular a lo largo de su vida.
Las estrellas binarias forman una porción significativa de la población total de sistemas estelares, con hasta la mitad de todas las estrellas que existen en un conjunto galáctico. Las simulaciones numéricas de los cúmulos globulares han demostrado que las binarias pueden obstaculizar e incluso revertir el proceso de colapso del núcleo en los cúmulos globulares. Cuando una estrella en un grupo tiene un encuentro gravitacional con un sistema binario, un posible resultado es que el binario se une más fuertemente y agrega energía cinética a la estrella solitaria. Cuando las estrellas masivas en el grupo se aceleran con este proceso, se reduce la contracción en el núcleo y se limita el colapso del mismo.
El destino final de un cúmulo globular debe ser acrecentar el número de estrellas en su núcleo, causando su contracción constante, o bien el desprendimiento gradual de estrellas de sus capas externas hasta su completa disolución.

### Estados intermedios

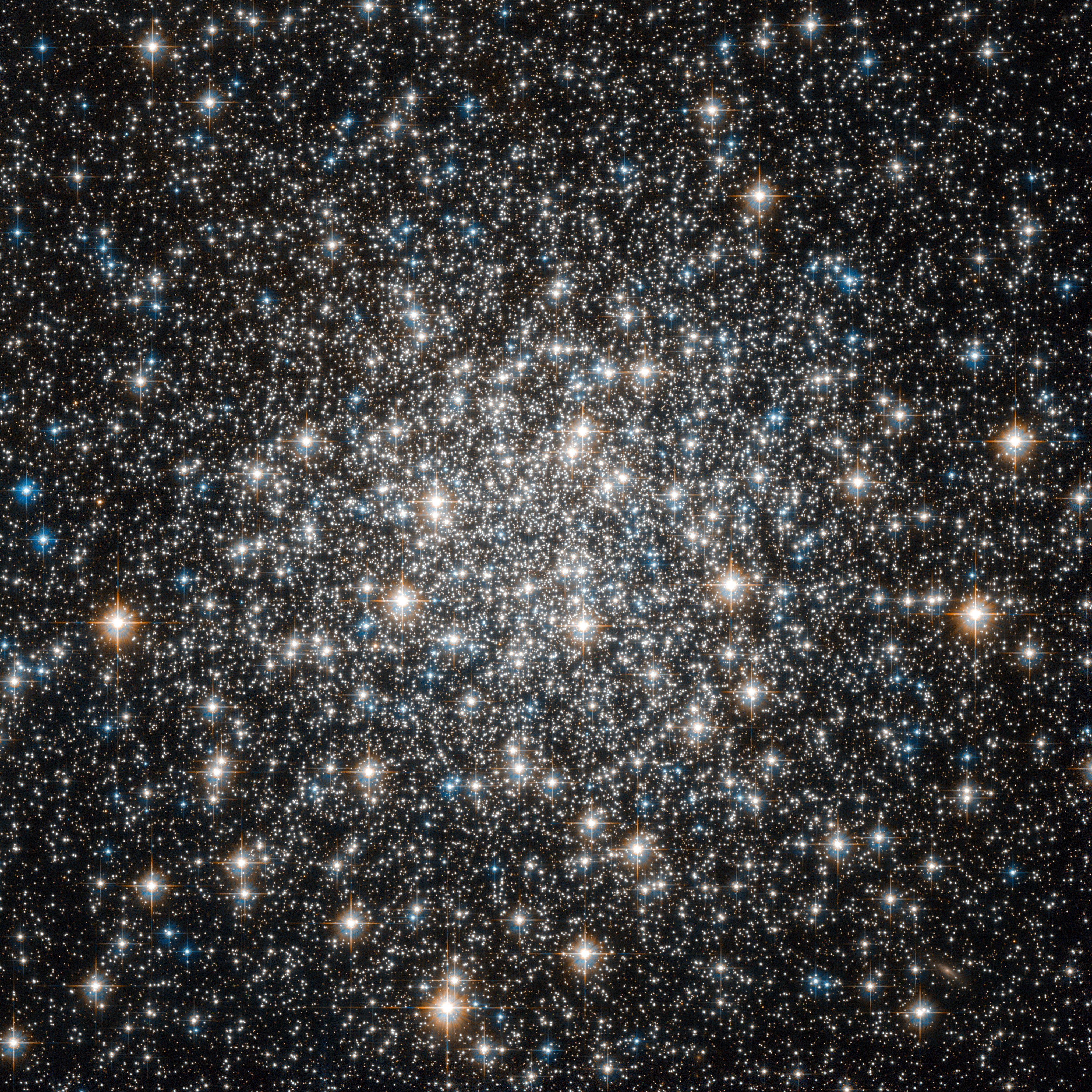
Messier 10 se encuentra a unos 15 000 años luz de la Tierra, en la constelación de Ofiuco.

La distinción entre tipos de cúmulos no siempre está clara, y se han encontrado objetos que borran las líneas entre las diferentes categorías. Por ejemplo, BH 176 en la parte sur de la Vía Láctea tiene propiedades a medio camino entre un cúmulo abierto y uno globular.
En 2005, los astrónomos descubrieron un tipo de cúmulo estelar completamente nuevo en la galaxia de Andrómeda, que es, en cierta manera, muy similar a los cúmulos globulares. Los cúmulos recién encontrados contienen cientos de miles de estrellas, una cantidad similar a la que se encuentra en los cúmulos globulares. Dichos cúmulos comparten otras características con los cúmulos globulares como son las poblaciones estelares y su metalicidad. Lo que los distingue de los cúmulos globulares es que son mucho más grandes, varios cientos de años luz de diámetro y cientos de veces menos densos. Las distancias entre las estrellas son, por lo tanto, mucho mayores dentro de los cúmulos extendidos recientemente descubiertos. Paramétricamente, estos grupos se encuentran en alguna posición intermedia entre un cúmulo globular y una galaxia elíptica enana.
Aún no se sabe cómo se generan estos «conglomerados», pero su formación podría estar relacionada con la de los cúmulos globulares, porque M31 tiene tales agrupaciones, mientras que la Vía Láctea no, o bien no se conocen. También se desconoce si otras galaxias contienen este tipo de cúmulos, pero sería muy poco probable que M31 sea la única galaxia con este tipo de cúmulos extendidos.

## Encuentros gravitacionales
Cuando un cúmulo globular tiene un encuentro cercano con una masa grande, como la región central de una galaxia, se somete a una interacción de marea gravitacional. La diferencia en la atracción de la gravedad entre la parte del cúmulo más cercana a la masa y la atracción en la parte más alejada del cúmulo da como resultado una fuerza de marea. Un «choque de marea» ocurre cada vez que la órbita de un cúmulo lo lleva a través del plano de una galaxia.
Como resultado de un choque de marea, las corrientes de estrellas pueden separarse del halo del cúmulo, dejando solo la parte central de este. Estos efectos de interacción de las mareas generan colas de estrellas que pueden extenderse hasta varios grados de arco de distancia del centro del cúmulo globular. Estos chorros de cola suelen preceder y seguir al cúmulo a lo largo de su órbita. Las colas pueden acumular porciones significativas de la masa original del cúmulo y pueden formar agrupaciones de características similares.
El cúmulo globular Palomar 5, por ejemplo, está cerca del ápside de su órbita después de atravesar la Vía Láctea. Las corrientes de estrellas se extienden hacia la parte delantera y trasera del camino orbital de este cúmulo, extendiéndose a distancias de 13 000 años luz. Las interacciones de las mareas gravitacionales han eliminado gran parte de la masa de Palomar 5 y se espera que otras interacciones, a medida que pasa a través del núcleo galáctico, la transformen en una larga corriente de estrellas orbitando el halo de la Vía Láctea.
Las interacciones de las mareas agregan energía cinética a un cúmulo globular, aumentando drásticamente la tasa de disipación y reduciendo el tamaño del cúmulo. No sólo el choque mareal elimina las estrellas externas de un cúmulo globular, sino que aumenta la dilución acelerando el proceso de colapso del núcleo. El mismo mecanismo físico puede estar funcionando en las galaxias elípticas enanas, como en el caso de la pequeña Sagitario, que parece estar sufriendo una interrupción de las mareas debido a su proximidad a la Vía Láctea.

## Órbitas
Hay muchos cúmulos globulares con un movimiento retrógrado alrededor de la Vía Láctea. Un cúmulo globular de enorme velocidad fue descubierto alrededor de Messier 87 en 2014, con una velocidad superior a la velocidad de escape de M87. Dicha velocidad de escape por encima de lo normal, alejando el cúmulo de la galaxia a una velocidad superior a la prevista, sólo puede ser explicado por el impulso causado por un choque de marea gravitacional, pero se desconoce el por qué hay cúmulos que siguen una órbita retrógrada al movimiento normal de una galaxia, si bien, como es obvio, tiene que tener como origen la constitución inicial del conjunto, en los inicios de la misma formación del Universo conocido.

## Planetas
Los astrónomos están buscando exoplanetas en las estrellas de los cúmulos globulares.
En 2000, se anunciaron los resultados de una búsqueda de planetas gigantes en el cúmulo globular 47 Tucanae. La falta de descubrimientos exitosos sugiere que la abundancia de elementos (distintos del hidrógeno o del helio) necesarios para constituir estos planetas podría necesitar al menos un 40 % de la abundancia de los elementos primarios que dan lugar a estrellas como el Sol. Los planetas como la Tierra están constituidos por elementos pesados como el silicio, el hierro y el magnesio. La muy baja abundancia de estos elementos en los cúmulos globulares significa que las estrellas tienen una probabilidad mucho más baja de alojar planetas con masa terrestre, en comparación con las estrellas cercanas al Sol. Por lo tanto, es improbable que la región del halo de la Vía Láctea, incluidos los miembros de los cúmulos globulares, alberguen planetas habitables.
A pesar de la menor probabilidad de formación de planetas gigantes, tales tipos de objetos se han encontrado en el cúmulo globular Messier 4. Este planeta se detectó orbitando un púlsar en el sistema de la estrella binaria PSR B1620-26. La excentricidad orbital y altamente inclinada del planeta sugiere que pudo haber sido formado alrededor de otra estrella en el grupo y luego fue «intercambiada» a su disposición actual. La probabilidad de encuentros cercanos entre estrellas en un cúmulo globular puede destruir los sistemas planetarios, algunos de los cuales se liberan para convertirse en planeta flotantes. Incluso los planetas en órbita cercanos pueden verse afectados, lo que puede conducir a una decaimiento orbital y a un aumento en la excentricidad orbital y a los efectos de las mareas gravitacionales.